# Hercilia Fernández de Mujía
Hercilia Fernández Quintela, coneguda com Hercilia Fernández de Mujía (Potosí, 1860 - 1929), va ser una poetessa i artista musical boliviana.

## Biografia
Filla de Benjamí Fernández i de Matilde Quintela, va passar la seva infància en una casa del carrer del Prado a la ciutat de Sucre, amb les seves dues germanes, Ofèlia i Matilde. Des de petita li agradava la música i la literatura. El seu pare era professor de Dret a la Universitat San Francisco Javier, i un dels seus alumnes, el poeta T. O’ Connor d’Arlach, va mantenir una reunió amb el seu professor que li va explicar que havia après literatura, música i francès a la perfecció, tocava el piano i tenia bona veu.
Va ser membre de la Sociedad Filarmónica de Señoras y de Beneficencia i de la Sociedad Filarmónica de Sucre. Va publicar poemes en el diari El Semanario de Sucre, on també van aparèixer els versos de María Josefa Mujía: la "Poeta Cega". L'obra més important d'Hercilia va ser el llibre Els meus versos, publicat a Lima en 1909 i dividit en Impressionistes, Elegies, Traduccions i Imitacions. Un dels poemes més elogiats: "El futur", el va dedicar al seu pare. Va compondre també algunes peces musicals, sobretot valsos. De la mateixa manera que Modesta Sanginés Uriarte, va crear variacions sobre l'Himne Nacional, i com aquesta última, va tenir postures feministes.
Va escriure una sèrie, en quatre parts, anomenada "L'educació de la dona", on sosté que l'única debilitat innata de la dona és la debilitat orgànica, per culpa de l'escassa educació i per això parla de "la deficiència de les nocions morals que es transmeten als fills". Considera que l'educació moral, principal paper de la dona, és la base de tota "sociabilitat" republicana com a força homogeneïtzadora que elimina "la diferència de classes".
Els autors del llibre Cap a una història crítica de la literatura a Bolívia, sostenen que Adela Zamudio va ser directa hereva del feminisme d'Hercilia Fernández de Mujía i de Lindaura Anzoátegui de Campero.
El 1889, al saló legislatiu de Sucre, Hercilia va llegir el seu poema "A Chuquisaca" en honor al 80 aniversari del 25 de maig de 1809, data en què Chuquisaca va lluitar per la seva independència amb una forta càrrega política.
Hercilia també va traduir obres literàries, la majoria del francès. La seva figura, ha perdut importància en el temps. Enrique Finot, historiador bolivià, apunta que va ser "correcta i discreta però menys fecunda". No obstant això, hi ha qui considera que la seva feina intel·lectual, inadvertida per molts, s'ha de recuperar. És el cas d'Adolfo Càceres Romero, que destaca que als primers anys del segle XX "gairebé no existia als primers anys del segle XX" i denuncia que "el paper intel·lectual d'aquestes dones ha passat gairebé inadvertit. L'Àlbum, era una revista femenina publicada a finals de l'XIX, a Sucre; dirigida per Carolina Freyre de Jaimes, mare de l'autor de Castalia Bàrbara (Jaimes Freyre); revista on escrivien diverses dones; entre elles Hercilia Fernández de Mujía. A El Album Hercilia va publicar la majoria dels seus pensaments feministes.
Del seu matrimoni amb Ricardo Mujía van néixer tres fills: Benjamín, Gastón i Hercilia.